# AD Yuba Paniagua
La Asociación Deportiva Yuba Paniagua fue un club de fútbol costarricense de la ciudad de San Rafael, Heredia.
El equipo se fundó en 1976, y su nombre fue un homenaje al destacado futbolista de ese cantón Asdrúbal "Yuba" Paniagua. El Yuba Paniagua desapareció en 1988, luego de disputar varios torneos de la Segunda División y Ligas de Ascenso por ANAFA.

## Historia
El club se formó en  y en una gran temporada en Tercera División (2.ª. División de Ascenso) 1978-79 fue campeón indiscutible por Heredia y juega la octagonal final nacional.
Luego compite por liguilla del no descenso e irrumpió en la segunda. En su primera temporada logró mantenerse en la categoría, pero al ser un equipo relativamente nuevo con jugadores jóvenes y bajos recursos económicos, descendió en la temporada 1985.
Sin embargo en 1980-81, tuvo el honor de disputar la final del fútbol de Segunda División en Costa Rica contra Barrio México y en 1982 jugó la pentagonal siendo campeón el Carmen de Alajuela.
En ese mismo año 1979, pero en categoría juvenil el Yuba Paniagua pierde la final provincial ante el Atlético Ortho de Cubujuquí con un marcador de tres goles por uno; sin embargo ambos avanzan a la ronda nacional contra los demás representantes. Entre estos el C.S. Juan Gobán de Limón, Carmen de Cartago, Saprissa, Municipal de Pérez Zeledón, A.D. Parriteña, L.D.A y A.D. Nandayure.
En ese 1980 los yubenses logran otro subcampeonato provincial de Cuartas Divisiones Juveniles, ahora frente a Club Sport Herediano. Sin embargo ambas escuadras van a la fase nacional ante la U.C.R, Municipal San José, C.S. Cartaginés, San Miguel de Guadalupe, L.D.A, San Carlos y Saprissa. Donde los rojiamarillo son declarados campeones nacionales.
Para 1985 los yubenses descienden a la Segunda B de ANAFA y al año siguiente ya están en la Tercera División.
En 1988, debido a problemas económicos, el club queda en fuera del Torneo de Tercera División y por consecuente desaparece, luego de apenas 14 años de existencia.

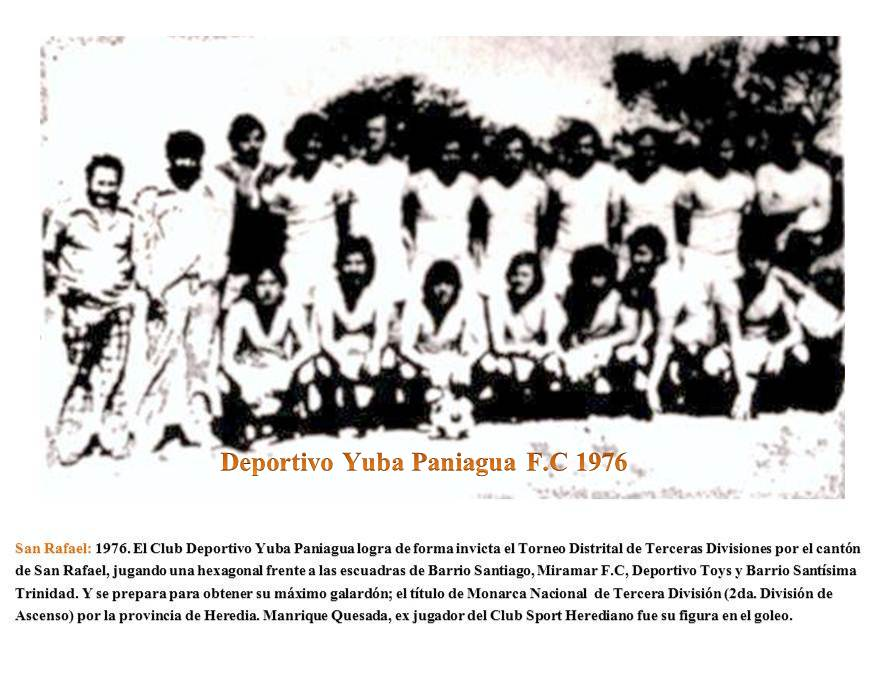
El Deportivo Yuba Paniagua F.C es el nuevo campeón distrital de terceras divisiones por San Rafael de Heredia en 1976.

## Datos del club
- Temporadas en LIFUSE 2.ªdivisión: 7
- Temporadas en ANAFA 3.ªdivisión: 6
- Mejor puesto en la liga: ¿?

## Palmarés

### Torneos de Liga
- Subcampeón Nacional de Cuarta División Heredia (2): 1979-80
- Subcampeón de Segunda División de Costa Rica (1): Temporada 1980-81
- Campeón Nacional de Tercera División Heredia (1): 1978